# Canottaggio ai Giochi della XVIII Olimpiade - Otto maschile
La competizione dell'otto maschile dei Giochi della XVIII Olimpiade si è svolta dall'11 al 15 ottobre 1964 nel bacino del Lago Sagami a Sagamihara.

## Programma
| Data            | Round      | Note                                                 |
| --------------- | ---------- | ---------------------------------------------------- |
| 12 ottobre 1964 | 3 Batterie | I vincitori in finale A. I restanti ai recuperi.     |
| 13 ottobre 1964 | 3 Recuperi | I vincitori in finale A, secondi e terzi in finale B |
| 14 ottobre 1964 | Finale B   |                                                      |
| 15 ottobre 1964 | Finale A   |                                                      |

## Risultati

### Batterie
| Pos. | Nazione     | Atleti | Tempo   |
| ---- | ----------- | --- | ------- |
| 1    | Germania    | Klaus Aeffke, Klaus Bittner, Karl-Heinz Von Groddeck Hans-Jürgen Wallbrecht, Klaus Behrens, Jürgen Schröder Jürgen Plagemann, Horst Meyer, Tim. Thomas Ahrens | 5'54"02 |
| 2    | Stati Uniti | Joseph Amlong, Thomas Amlong, Harold Budd Emory Clark, Stanley Cwiklinski, Hugh Foley William Knecht, William Stowe, Tim. Róbert Zimonyi                      | 5'54"30 |
| 3    | Italia      | Dario Giani, Sergio Tagliapietra, Gianpietro Gilardi Francesco Glorioso, Pietro Polti, Giuseppe Schiavon Orlando Savarin, Sereno Brunello, Tim. Ivo Stefanoni | 6'02"13 |
| 4    | Jugoslavia  | Boris Klavora, Jadran Barut, Jože Berc Vjekoslav Skalak, Marko Mandič, Alojz Colja Pavao Martić, Lucijan Kleva, Tim. Zdenko Balaš                             | 6'02"43 |
| 5    | Australia   | David Ramage, David Boykett, Terence Davies Robert Lachal, Paul Guest, Martin Tomanovits Brian Vear, Graeme McCall, Tim. Kevin Wickham                        | 6'06"94 |

| Pos. | Nazione        | Atleti | Tempo   |
| ---- | -------------- | --- | ------- |
| 1    | Cecoslovacchia | Petr Čermák, Jiří Lundák, Jan Mrvík Július Toček, Josef Věntus, Luděk Pojezný Bohumil Janoušek, Richard Nový, Tim. Miroslav Koníček                    | 6'03"88 |
| 2    | Canada         | Thomas Gray, Max Wieczorek, Richard Bordewick Eldon Worobieff, Wayne Pretty, John Larsen Marc Lemieux, Daryl Sturdy, Tim. David Overton                | 6'07"19 |
| 3    | Giappone       | Naoji Sato, Koichi Miyano, Tsugio Ito Tsuneo Ogasawara, Yoshihiro Onishi, Shin Hasegawa Hajime Ishikawa, Ryuzo Kikuchi, Tim. Osamu Mandai              | 6'16"67 |
| 4    | Nuova Zelanda  | Mark Brownlee, Alexander Clark, Peter Delaney John Gibbons, George Paterson, Tony Popplewell Raymond Skinner, Alan Webster, Tim. Douglas Pulman        | 6'20"63 |
| 5    | Cuba           | Osvaldo Díaz, Gilberto Campbell, Mario Tabio Ezequiel Montenegro, Alfredo Hernández, Leovigildo Millan Norge Marrero, Segundo Mora, Tim. Roberto Ojeda | 6'31"76 |

| Pos. | Nazione          | Atleti | Tempo   |
| ---- | ---------------- | --- | ------- |
| 1    | Unione Sovietica | Juozas Jagelavičius, Yury Suslin, Petras Karla Vytautas Briedis, Volodymyr Sterlik, Zigmas Jukna Antanas Bagdonavičius, Ričardas Vaitkevičius, Tim. Yury Lorentsson | 6'06"15 |
| 2    | Francia          | André Fevret, Pierre Maddaloni, André Sloth Joseph Moroni, Robert Dumontois, Jean-Pierre Grimaud Bernard Meynadier, Michel Viaud, Tim. Alain Bouffard               | 6'09"08 |
| 3    | Rep. Araba Unita | Ali Abdel Sami, Abdel Mohsen Saad, Ibrahim Metwalli Abdel Latif Metwalli, Ahmed Ibrahim, Ali Abdel Radi Abdel Fattah Abou-Shanab, Saleh Ibrahim, Tim. Abbas Khamis  | 6'32"42 |
| 4    | Corea del Sud    | Lee Sang-U, Kim Heon-Jong, Kim Gyu-San Choi Sin-Il, An Jong-Deuk, Cheon Seong-Tae Yoo Hyeok-Geun, Ji Deok-Han, Tim. Park Sin-Yeong                                  | 6'46"13 |

### Recuperi
| Pos. | Nazione       | Atleti | Tempo   |
| ---- | ------------- | --- | ------- |
| 1    | Italia        | Dario Giani, Sergio Tagliapietra, Gianpietro Gilardi Francesco Glorioso, Pietro Polti, Giuseppe Schiavon Antonio Melpignano, Sereno Brunello, Tim. Ivo Stefanoni | 6'03"59 |
| 2    | Francia       | André Fevret, Pierre Maddaloni, André Sloth Joseph Moroni, Robert Dumontois, Jean-Pierre Grimaud Bernard Meynadier, Michel Viaud, Tim. Alain Bouffard            | 6'07"43 |
| 3    | Nuova Zelanda | Mark Brownlee, Alexander Clark, Peter Delaney John Gibbons, George Paterson, Tony Popplewell Raymond Skinner, Alan Webster, Tim. Douglas Pulman                  | 6'14"83 |
| 4    | Cuba          | Osvaldo Díaz, Gilberto Campbell, Mario Tabio Ezequiel Montenegro, Alfredo Hernández, Leovigildo Millan Norge Marrero, Segundo Mora, Tim. Roberto Ojeda           | 6'27"29 |

| Pos. | Nazione       | Atleti | Tempo   |
| ---- | ------------- | --- | ------- |
| 1    | Stati Uniti   | Joseph Amlong, Thomas Amlong, Harold Budd Emory Clark, Stanley Cwiklinski, Hugh Foley William Knecht, William Stowe, Tim. Róbert Zimonyi  | 6'01"47 |
| 2    | Giappone      | Naoji Sato, Koichi Miyano, Tsugio Ito Tsuneo Ogasawara, Yoshihiro Onishi, Shin Hasegawa Hajime Ishikawa, Ryuzo Kikuchi, Tim. Osamu Mandai | 6'10"15 |
| 3    | Corea del Sud | Lee Sang-U, Kim Heon-Jong, Kim Gyu-San Choi Sin-Il, An Jong-Deuk, Cheon Seong-Tae Yoo Hyeok-Geun, Ji Deok-Han, Tim. Park Sin-Yeong        | 6'36"24 |

| Pos. | Nazione          | Atleti | Tempo   |
| ---- | ---------------- | --- | ------- |
| 1    | Jugoslavia       | Boris Klavora, Jadran Barut, Jože Berc Vjekoslav Skalak, Marko Mandič, Alojz Colja Pavao Martić, Lucijan Kleva, Tim. Zdenko Balaš                                  | 5'59"23 |
| 2    | Canada           | Thomas Gray, Max Wieczorek, Richard Bordewick Eldon Worobieff, Wayne Pretty, John Larsen Marc Lemieux, Daryl Sturdy, Tim. David Overton                            | 6'03"86 |
| 3    | Australia        | David Ramage, David Boykett, Terence Davies Robert Lachal, Paul Guest, Martin Tomanovits Brian Vear, Graeme McCall, Tim. Kevin Wickham                             | 6'06"24 |
| 4    | Rep. Araba Unita | Ali Abdel Sami, Abdel Mohsen Saad, Ibrahim Metwalli Abdel Latif Metwalli, Ahmed Ibrahim, Ali Abdel Radi Abdel Fattah Abou-Shanab, Saleh Ibrahim, Tim. Abbas Khamis | 6'19"03 |

### Finale B
| Pos. | Nazione       | Atleti | Tempo   |
| ---- | ------------- | --- | ------- |
| 7    | Francia       | André Fevret, Pierre Maddaloni, André Sloth Joseph Moroni, Robert Dumontois, Jean-Pierre Grimaud Bernard Meynadier, Michel Viaud, Tim. Alain Bouffard | 5'58"57 |
| 8    | Australia     | David Ramage, David Boykett, Terence Davies Robert Lachal, Paul Guest, Martin Tomanovits Brian Vear, Graeme McCall, Tim. Kevin Wickham                | 6'02"21 |
| 9    | Canada        | Thomas Gray, Max Wieczorek, Richard Bordewick Eldon Worobieff, Wayne Pretty, John Larsen Marc Lemieux, Daryl Sturdy, Tim. David Overton               | 6'02"69 |
| 10   | Giappone      | Naoji Sato, Koichi Miyano, Tsugio Ito Tsuneo Ogasawara, Yoshihiro Onishi, Shin Hasegawa Hajime Ishikawa, Ryuzo Kikuchi, Tim. Osamu Mandai             | 6'05"14 |
| 11   | Nuova Zelanda | Mark Brownlee, Alexander Clark, Peter Delaney John Gibbons, George Paterson, Tony Popplewell Raymond Skinner, Alan Webster, Tim. Douglas Pulman       | 6'07"59 |
| 12   | Corea del Sud | Lee Sang-U, Kim Heon-Jong, Kim Gyu-San Choi Sin-Il, An Jong-Deuk, Cheon Seong-Tae Yoo Hyeok-Geun, Ji Deok-Han, Tim. Park Sin-Yeong                    | 6'31"80 |

### Finale A
| Pos.    | Nazione          | Atleti | Tempo   |
| ------- | ---------------- | --- | ------- |
| Oro     | Stati Uniti      | Joseph Amlong, Thomas Amlong, Harold Budd Emory Clark, Stanley Cwiklinski, Hugh Foley William Knecht, William Stowe, Tim. Róbert Zimonyi                            | 6'18"23 |
| Argento | Germania         | Klaus Aeffke, Klaus Bittner, Karl-Heinz Von Groddeck Hans-Jürgen Wallbrecht, Klaus Behrens, Jürgen Schröder Jürgen Plagemann, Horst Meyer, Tim. Thomas Ahrens       | 6'23"29 |
| Bronzo  | Cecoslovacchia   | Petr Čermák, Jiří Lundák, Jan Mrvík Július Toček, Josef Věntus, Luděk Pojezný Bohumil Janoušek, Richard Nový, Tim. Miroslav Koníček                                 | 6'25"11 |
| 4       | Jugoslavia       | Boris Klavora, Jadran Barut, Jože Berc Vjekoslav Skalak, Marko Mandič, Alojz Colja Pavao Martić, Lucijan Kleva, Tim. Zdenko Balaš                                   | 6'27"15 |
| 5       | Unione Sovietica | Juozas Jagelavičius, Yury Suslin, Petras Karla Vytautas Briedis, Volodymyr Sterlik, Zigmas Jukna Antanas Bagdonavičius, Ričardas Vaitkevičius, Tim. Yury Lorentsson | 6'30"69 |
| 6       | Italia           | Dario Giani, Sergio Tagliapietra, Gianpietro Gilardi Francesco Glorioso, Pietro Polti, Giuseppe Schiavon Orlando Savarin, Sereno Brunello, Tim. Ivo Stefanoni       | 6'42"78 |